# Kompolje
Kompolje je naselje u Hrvatskoj, u Ličko-senjskoj županiji. 

## Zemljopis
U sastavu je grada Otočca, a nalazi se zapadno od Otočca na cesti koja vodi prema moru.

## Povijest
Kompolje je bilo naseljeno još u njegovoj pretpovijesti u mlađem brončanom i željeznom dobu. Japodi su na omanjem brdu Crkvini imali svoju gradinu Avendo s očuvanim japodskim terasama, na kojima su bile sagrađene njihove jednostavne nastambe. U dvije nekropole (s više od 800 otkopanih i istraženih grobova) iskopani su najbogatiji arheološki nalazi brončanih ukrasa, japodskih kapa, staklenih ukrasa, jantarnih ogrlica, a posebno se ističu jantarne antropomforne figurine etruskog porijekla ili izrađene pod ertruskim kulturnim utjecajem. Čuvaju se u muzeju Gacke u Otočcu i Arheološkom muzeju u Zagreb.
Dolaskom Rimljana život u Avendu nije zamro. Japodi su mirno prihvatili rimsku vlast. Iz tog razdoblja pronađene su kod Crkvine are (žrtvenici) bogu Jupiteru.
Godine 1751. sagrađena je crkva sv. Stjepana prvomučenika, u kojoj se ističe barokni oltar s nimfama (raritetni primjerak oltara), barokna propovjedaonica i krstionica te na vrhu tornja bogato izvedeni željezni križ, koji navodno potječe sa zagrebačke katedrale.
Mjesto je do 1890. bilo poznato pod imenom Hrvatsko Kompolje ili Kompolje Katoličko.

## Stanovništvo
- 2001. – 386
- 1991. – 481 (Hrvati – 462, Srbi – 10, ostali – 9)
- 1981. – 543 (Hrvati – 520, Jugoslaveni – 11, Srbi – 10, ostali – 2)
- 1971. – 561 (Hrvati – 538, Srbi – 12, ostali – 11)

## Poznate osobe
- Ante Matasić, hrvatski vojnik (general) i pravaški aktivist
- Slavko Degoricija, učitelj, profesor povijesti, hrvatski političar
- Marko Pavlović, hrvatski vojnik (ustaški pukovnik i domobranski general)

## Vanjske poveznice
Mrežna mjesta
- Kompolje Hrvatska opća enciklopedija
- Župa Kompolje